# Calpurnia (Frau Caesars)
Calpurnia (* um 77 v. Chr. in Rom; † nach 44 v. Chr. ebenda) war die dritte und letzte Ehefrau des römischen Politikers und Diktators Gaius Iulius Caesar.

## Leben
Calpurnia war die Tochter des römischen Senators Lucius Calpurnius Piso Caesoninus. Im April 59 v. Chr. wurde sie zur letzten Ehefrau Caesars, der in diesem Jahr zum ersten Mal das Konsulat bekleidete. Wie in der römischen Oberschicht üblich, diente die Heirat zur Festigung einer politischen Verbindung, die Calpurnias Vater die Wahl zum Konsul für das darauffolgende Jahr erleichterte. Gleichzeitig wurde auch Caesars Tochter Iulia, die er von seiner ersten Gattin Cornelia hatte, mit dem wesentlich älteren Gnaeus Pompeius Magnus verheiratet, um auch die Beziehungen der beiden damals mächtigsten Männer Roms zu festigen. Dass sich Caesar (statt der von ihm schon lange geliebten, aber 40 Jahre alten Servilia) eine so junge (18-jährige) Frau zur Gattin nahm, dürfte in seinem Wunsch nach einem Sohn und Erben begründet gewesen sein, doch gingen aus der Ehe keine Kinder hervor.
Um eine Tochter des Pompeius heiraten zu können, erwog Caesar 52 v. Chr., sich von Calpurnia scheiden zu lassen, doch kam es nicht so weit.
Es ist nicht bekannt, wie sich Calpurnia über Caesars außereheliche Liebschaft zur ägyptischen Königin Kleopatra VII. äußerte, die ab 46 v. Chr. in einem der Häuser des Diktators in Rom residierte und damit zum Stadtgespräch wurde.
Calpurnia hatte laut einigen Quellen in der Nacht vor den Iden des März 44 v. Chr. einen Albtraum, in dem sie den Tod ihres Gatten voraussah; sie träumte, dass das Dach ihres Hauses (nach Plutarch der als Zeichen der Ehre auf Senatsbeschluss errichtete Giebel) einstürze und dass Caesar in ihrem Schoß getötet würde. Trotz ihrer Bemühungen gelang es ihr nicht, ihren (nicht abergläubischen) Mann vom Gang zum Senat abzuhalten. Dort wurde er unter der Führung des Marcus Iunius Brutus und des Gaius Cassius Longinus ermordet.
Calpurnia übergab kurz danach Caesars Papiere (auch staatliche Akten) und Vermögen an den Konsul Marcus Antonius. Über ihr weiteres Leben ist nichts überliefert. Es wurde die Grabschrift einer Dienerin der Calpurnia gefunden.

## Eponyme
1982 wurde der Asteroid (2542) Calpurnia nach ihr benannt.